# Prix Formentor

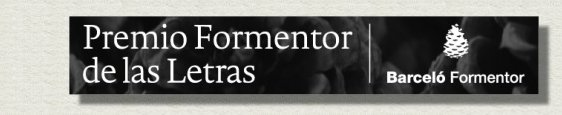
Prix Formentor

Le prix Formentor est un prix littéraire international créé par Carlos Barral en 1960, en même temps que le Prix international de littérature. Barral cherchait un moyen de désenclaver la littérature espagnole, qui, pour des raisons politiques, ne connaissait qu'une diffusion très restreinte. L'impulsion pour sa création fut donnée en 1959, à l'occasion d'un congrès d’écrivains réunis sous l'égide de Camilo José Cela à Majorque, dans l'hôtel Formentor, sur la presqu’île du même nom. Barral y rencontre Italo Calvino, qui convainc son éditeur Giulio Einaudi de défendre l'initiative de Barral auprès d'autres grands éditeurs européens : Claude Gallimard, l’Allemand Heinrich Ledig-Rowohlt, le Britannique George Weidenfeld, l’Américain Barney Rosset et l'Espagnol Víctor Seix. En plus des éditeurs fondateurs, des éditeurs néerlandais, suédois, danois, norvégien et finlandais vont s'associer au prix qui, assorti d'une somme de 10 000 $ (environ 50 000 € de 2011), assurait aux lauréats une traduction et publication simultanée en une dizaine de langues.

## Liste des lauréats[2]
- 1961 - Juan García Hortelano, Tormenta de verano, Seix Barral, (Orage d'été, Gallimard)
- 1962 - Dacia Maraini, L'Età del malessere, Einaudi, (L'Âge du malaise, Gallimard)
- 1963 - Jorge Semprún, Le Grand Voyage, Gallimard
- 1964 - Gisela Elsner, Die Riesenzwerge, Rowohlt, (Les Nains géants, Gallimard)
- 1965 - Stephen Schneck, The Nightclerk, Grove Press, (Le Concierge de nuit, Gallimard)
- 1966 - annulé
- 1967 - non attribué

### Prix International
- 1961 : Jorge Luis Borges Ficciones (Fictions) & Samuel Beckett (Trilogy)
- 1962 : Uwe Johnson Mutmassungen über Jakob (Speculations about Jakob)
- 1963 : Carlo Emilio Gadda La cognizione del dolore (Acquainted with Grief)
- 1964 : Nathalie Sarraute Les Fruits d'or (Golden Fruits)
- 1965 : Saul Bellow Herzog
- 1966 : No prize awarded
- 1967 : Witold Gombrowicz Kosmos (Cosmos)

Après la restauration du prix :
- 2011 : Carlos Fuentes
- 2012 : Juan Goytisolo
- 2013 : Javier Marias
- 2014 : Enrique Vila-Matas
- 2015 : Ricardo Piglia
- 2016 : Roberto Calasso
- 2017 : Alberto Manguel
- 2018 : Mircea Cărtărescu
- 2019 : Annie Ernaux
- 2020 : Cees Nooteboom
- 2021 : César Aira
- 2022 : Lioudmila Oulitskaïa
- 2023 : Pascal Quignard
- 2024 : László Krasznahorkai